# Waldrohrbach
Waldrohrbach là một đô thị thuộc huyện Südliche Weinstraße, trong bang Rheinland-Pfalz, phía tây nước Đức. Đô thị này có diện tích 5,9 km², dân số thời điểm ngày 31 tháng 12 năm 2006 là 410 người.